# W·P·凱瑞商學院
W. P. 凱瑞商學院（英語：W. P. Carey School of Business，縮寫：W. P. Carey），是位於美利堅合眾國亞利桑那州鳳凰城大都會區亞利桑那州立大學的商學院，也是全美最大的商學院之一。有250名教授，10,500位本科生和1,500位研究生。

## 命名
2003年1月24日，紐約市W. P. Carey & Co.有限責任公司主席William Polk Carey先生代表W. P. Carey基金宣布：向亞利桑那州立大學（ASU）商學院捐贈5千萬美元。該筆捐贈位列美國商學院個人捐贈史第二，是ASU迄今爲止獲得的最大一筆捐贈。ASU商學院由此命名爲W. P. 凱瑞商學院。